# 鳥居信平
鳥居 信平（とりい のぶへい、明治16年（1883年） - 昭和21年（1946年））は、台湾で活動した農業土木技術者。

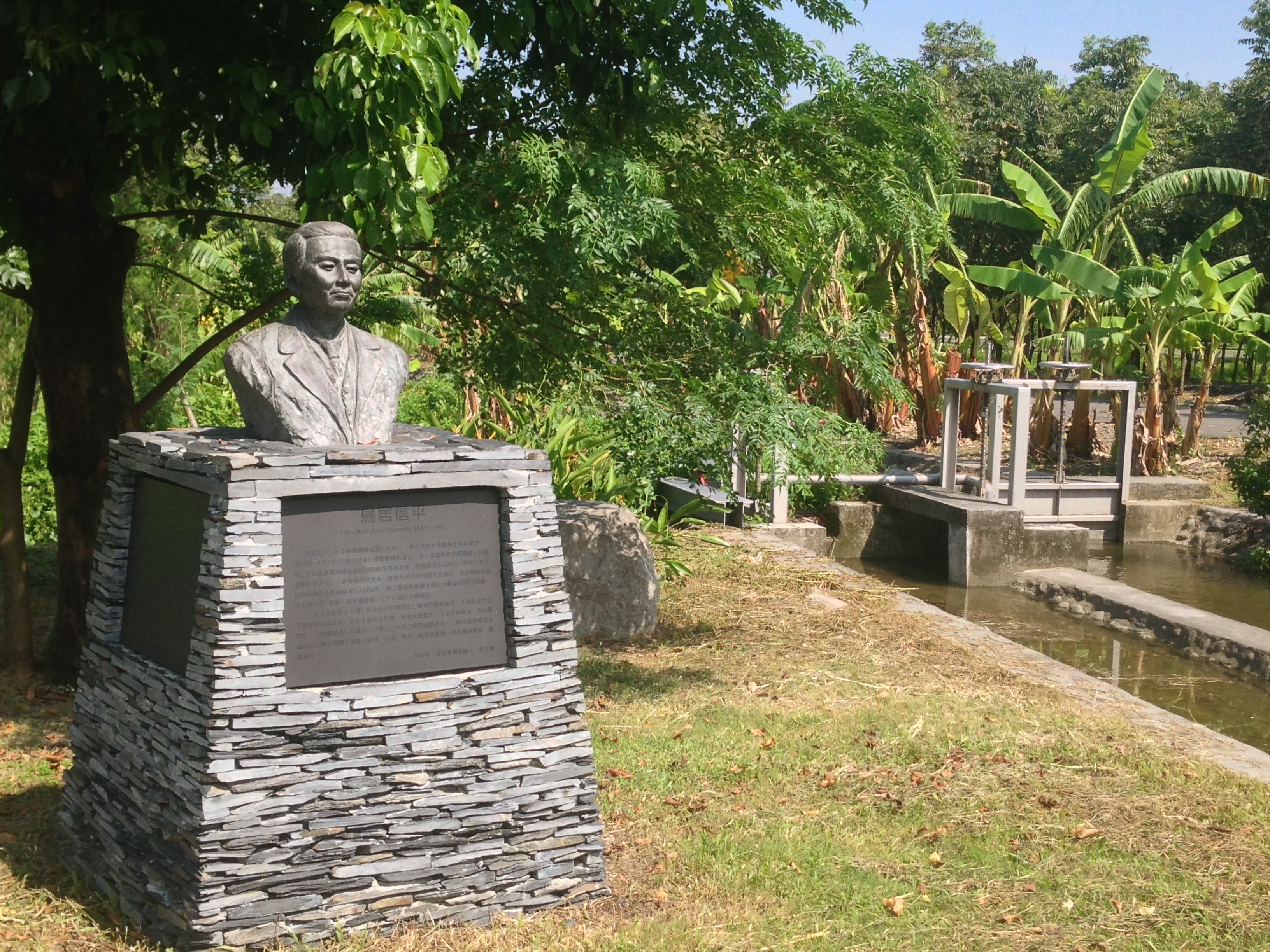
台湾屏東県潮州鎮にある鳥居信平銅像

## 経歴
1883年、静岡県周智郡上山梨村（現・袋井市）に生まれる。1900年静岡県静岡中学校卒業。第四高等学校（四高）、東京帝国大学農科大学を卒業後、農商務省などを経て、1914年に農業土木の専門家として台湾製糖へ入社する。四高では八田與一の3年先輩にあたる。台湾南部一帯でサトウキビなど農業生産を高めるための工事を指揮した。現在も屏東県には鳥居が工事に携わった二峰圳などの地下ダムや農業用水路が現存している。

## 著書
- 伏流水利用に依る開拓 : 臺灣製糖株式會社萬隆農場創設並に其經過[1] 1935